# Gabriel Guérin
Pour les articles homonymes, voir Guérin.
Ne doit pas être confondu avec Gabriel Guérin (peintre) ou Gabriel-Christophe Guérin.
Gabriel Fernand Charles Guérin (né le 25 juillet 1892 au Havre- mort pour la France le 1er août 1918 à Mont-l'Évêque) est l'un des As de l'aviation française le plus titré de la Grande Guerre.

## Biographie
Né le 25 juillet 1892 au Havre, il entre comme apprenti voilier à la compagnie des Docks du Havre jusqu'à son appel au service militaire en 1913. Il est domicilié chez ses parents au no 37 quai Videcoq. Il pratique la gymnastique, le tir et le saut à la perche au cercle Franklin. Il se classe lauréat du concours de l'athlète complet peu avant son incorporation le 10 octobre. 
Il fait la première partie de la guerre comme fantassin agent cycliste de liaison, en tant que soldat de 1re classe au 28e régiment d'infanterie et participe aux combats de Belgique autour de Charleroi puis à la bataille de la Marne. Il obtient la Croix de Guerre avec deux citations et est promu caporal à Verdun.
Passé dans l'aviation le 6 juin 1916 grâce à ses qualités sportives et à sa vue perçante, il est breveté pilote le 10 octobre suivant à Avord en biplan Voisin. Ses qualités le désignent pour la chasse et il poursuit sa formation à l'école de voltige aérienne de Pau. Il rejoint l'escadrille no 15 en avril 1917, engagée dans l'offensive du Chemin des Dames. 
Promu sergent en juin 1917, adjudant en octobre puis sous-lieutenant en novembre, il est décoré de la Médaille militaire et de la Légion d'honneur pour ses prouesses en combat aérien, obtenant sa première victoire aérienne le 25 mai 1917.
L'Aéro-Club de France lui remet une médaille d'or en janvier 1918.
Il est blessé par balle à la cuisse gauche le 12 mai 1918 en poursuivant un biplan de chasse, évitant de peu l'amputation.
Devenu lieutenant commandant la SPA 88 en juillet 1918, il enregistre vingt-trois victoires aériennes homologuées à son actif, plus onze probables.
Il se tue dans un accident d'avion survenu aux commandes d'un SPAD VII, le 1er août 1918 en décollant du terrain d'aviation de Mont-l'Évêque où il est provisoirement inhumé. Selon la légende, l'enclos où il repose est mitraillé par des avions allemands, « une manière chez l'ennemi de saluer la disparition d'un adversaire de grande valeur »[réf. souhaitée]. Plus tard, sa dépouille est transférée au cimetière Sainte-Marie du Havre.

## Distinctions
- Chevalier de la Légion d'honneur[7]
- Croix de guerre 1914–1918
- Médaille militaire (27 août 1917)[8]

## Hommages et postérité
Le Pays de France lui consacre sa une le 22 août 1918. 

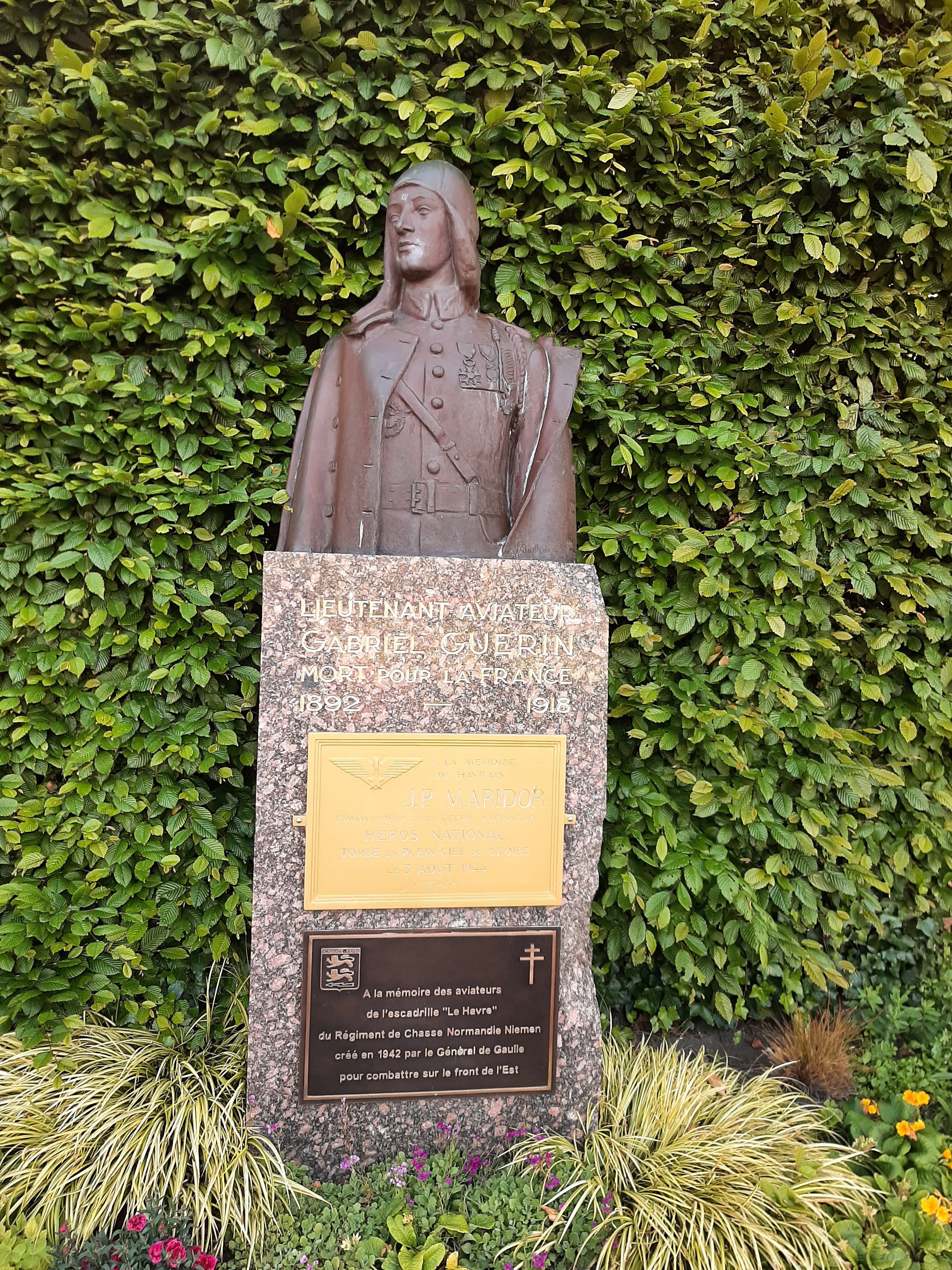
Buste de Gabriel Guérin au square de l'Hôtel de Ville du Havre (2022)

Pour perpétuer sa mémoire, un monument dû au sculpteur Albert Bartholomé est érigé dans le square de l'hôtel de ville du Havre en 1925. Cette initiative a été prise par le vice-amiral Charles François Édouard Didelot qui a été nommé au commandement de la base maritime et au gouvernorat militaire du Havre en 1917-1918. Ce buste en bronze repose alors sur un socle avec dans la partie supérieure l'inscription gravée et dorée « LIEUTENANT D'AVIATION / GABRIEL GUERIN / MORT POUR LA FRANCE / 1892 - 1918 ». Menacé de réquisition en 1942 dans le cadre de la récupération des métaux non ferreux, le buste est caché par des anciens combattants qui le restituent à la ville en 1945. Il est remis en place à cette date alors que l'hôtel de ville est en ruines.
Sur le socle a été apposée la plaque commémorative (à la cire perdue) d'un autre aviateur havrais mort pour la France pendant la Seconde Guerre mondiale : Jean Moridor. Une deuxième plaque la rejoint en 2018, à la mémoire des aviateurs de l'escadrille « Le Havre » du régiment de chasse Normandie-Niemen.